# People Like Them
People Like Them – trzydziesty trzeci singel oraz utwór niemieckiego DJ-a i producenta - Tomcrafta, nagrany w duecie z Naidoo, który ukazał się w Niemczech 29 maja 2007 (wydanie 12"). Utwór pochodzi z czwartego albumu Tomcrafta - For the Queen (trzeci singel z tej płyty). Na singel składa się tylko utwór tytułowy w dwóch wersjach.

## Lista utworów
1. People Like Them (Club Mix) (5:42)
2. People Like Them (Dub Mix) (6:10)